# Rey Hrabia

Herb szlachecki Rey Hrabia

Rey Hrabia – polski herb hrabiowski, odmiana herbu Oksza, nadany w Galicji.

## Opis herbu
Opis zgodnie z klasycznymi regułami blazonowania: 

W polu czerwonym oksza. Nad tarczą korona hrabiowska, nad którą hełm z klejnotem: oksza wbita w hełm w skos. Labry czerwone, podbite srebrem.

## Najwcześniejsze wzmianki
Nadanie tytułu hrabiego Austrii (hoch- und wohlgeboren, graf von) dla Kajetana Reya 1 kwietnia 1808. Podstawą nadania był patent szlachecki z 1775, wywód przed magnatami (włącznie z przedłożeniem rzekomo oryginalnych dokumentów potwierdzających pochodzenie od przybyłej do Polski w roku 1103 rodziny Werszowców), udokumentowane używanie tytułu w Rzeczypospolitej oraz okazanie dowodów przywiązania do domu cesarskiego.

## Herbowni
Jedna rodzina herbownych (herb własny):
- graf von Werszowice von Nagłowice Rey.

### Znani herbowni
- Mieczysław Rey
- Mikołaj Rey – ziemianin, poseł
- Mikołaj Andrzej Rey (Nicholas Andrew Rey) – ambasador USA w Polsce w latach 1993–1997